# 新安画派
新安画派是明末清初一群活跃于徽州（旧称新安）的画家所形成的绘画流派。画派成员多宗法元代倪瓒、黄公望，擅长描绘黄山奇峰峻岭与松石云海。

## 历史
明末清初之际，徽州地区出现了以程嘉燧、李永昌为首的一群画家，同时代南京画家龚贤称之为“天都派”。他们俩人也是新安画派的先驱。清康熙年间，张庚在其《浦山论画》中写道“新安自渐师以云林法见长，人多趋之，不失之结，即失之疏，是亦一派也”，由此正式提出了“新安画派”的概念。弘仁（渐江）、查士标、孙逸、汪之瑞合称为“海阳四家”，后来黄宾虹称四人为“新安四大家”，他们也是新安画派的主要成员。此外，当时新安画派的画家还包括程邃、吴岱观、王玄度、郑旼、戴本孝、汪家珍、汪洪度、谢绍烈，以及师从弘仁的姚宋、江注、祝昌、吴定等人。
近现代诸多徽州画家都受到新安画派的影响，其中包括黄宾虹，程瑶笙，鲍锡麟，江兆申，汪采白、汪克邵父子，张翰飞、张君逸、张仲平祖孙三代等。

## 图集

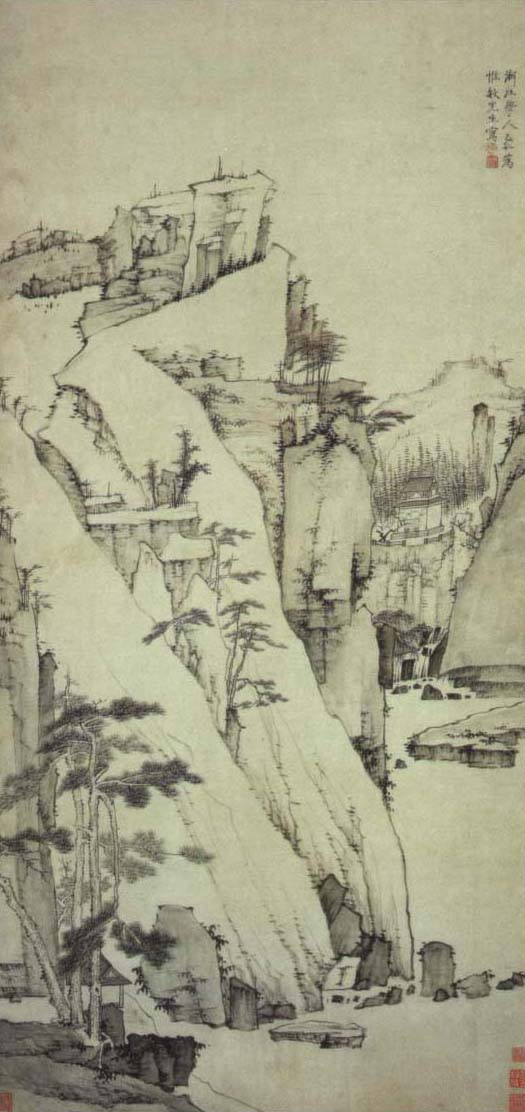
弘仁《松壑清泉图》（广东省博物馆藏）
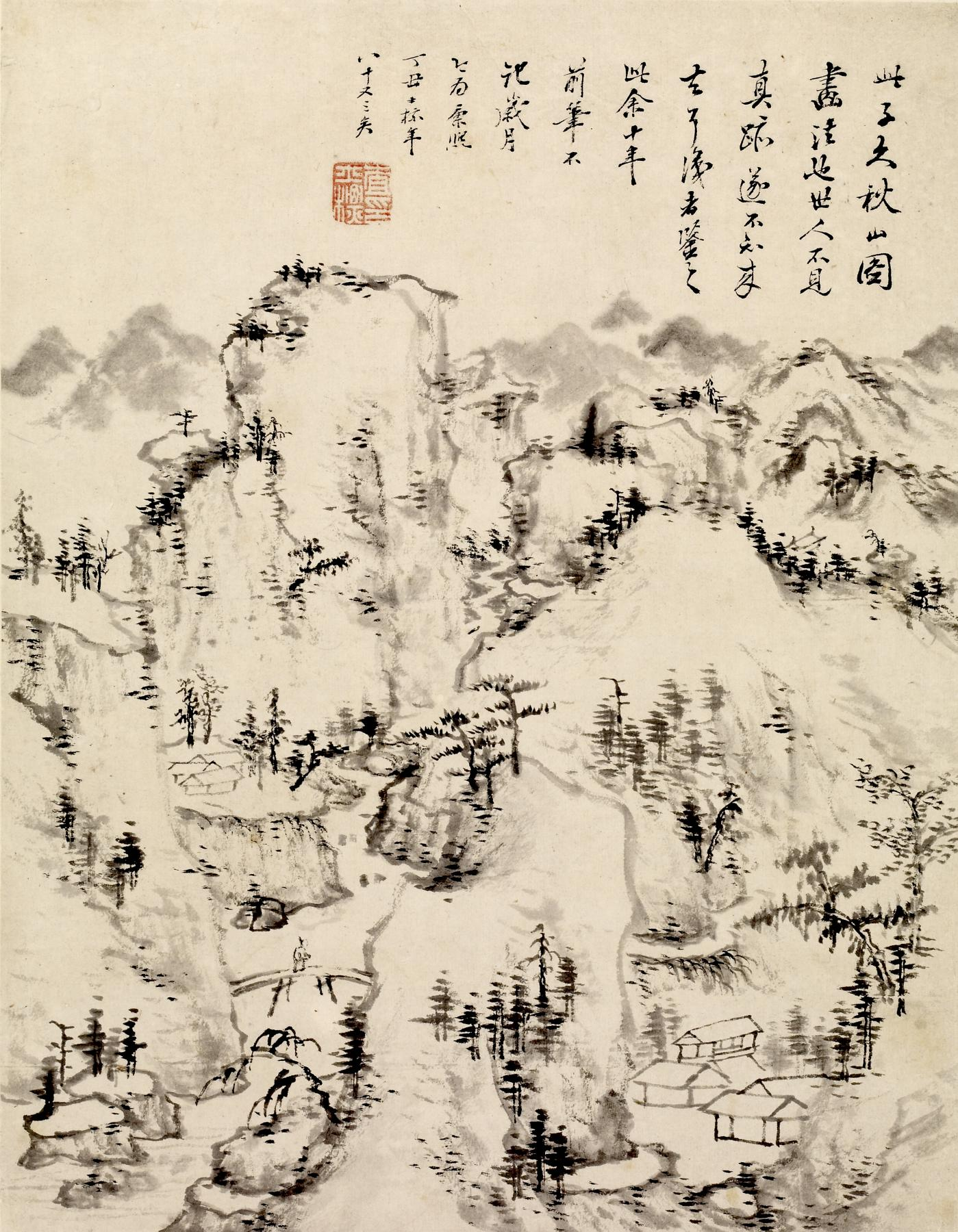
查士标《仿黄公望秋山图》（美国沃尔特艺术博物馆藏）
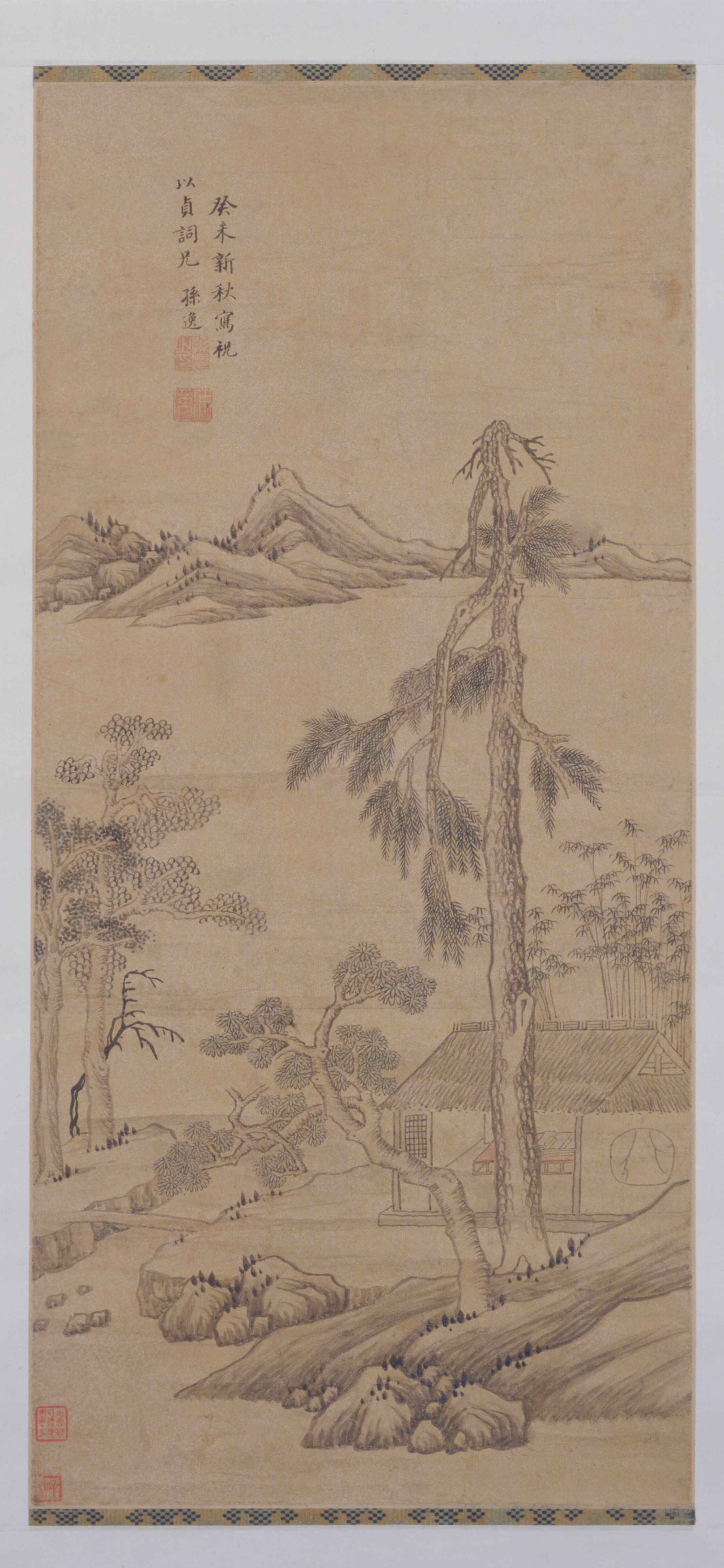
孙逸《山水图》（北京故宫博物院藏）
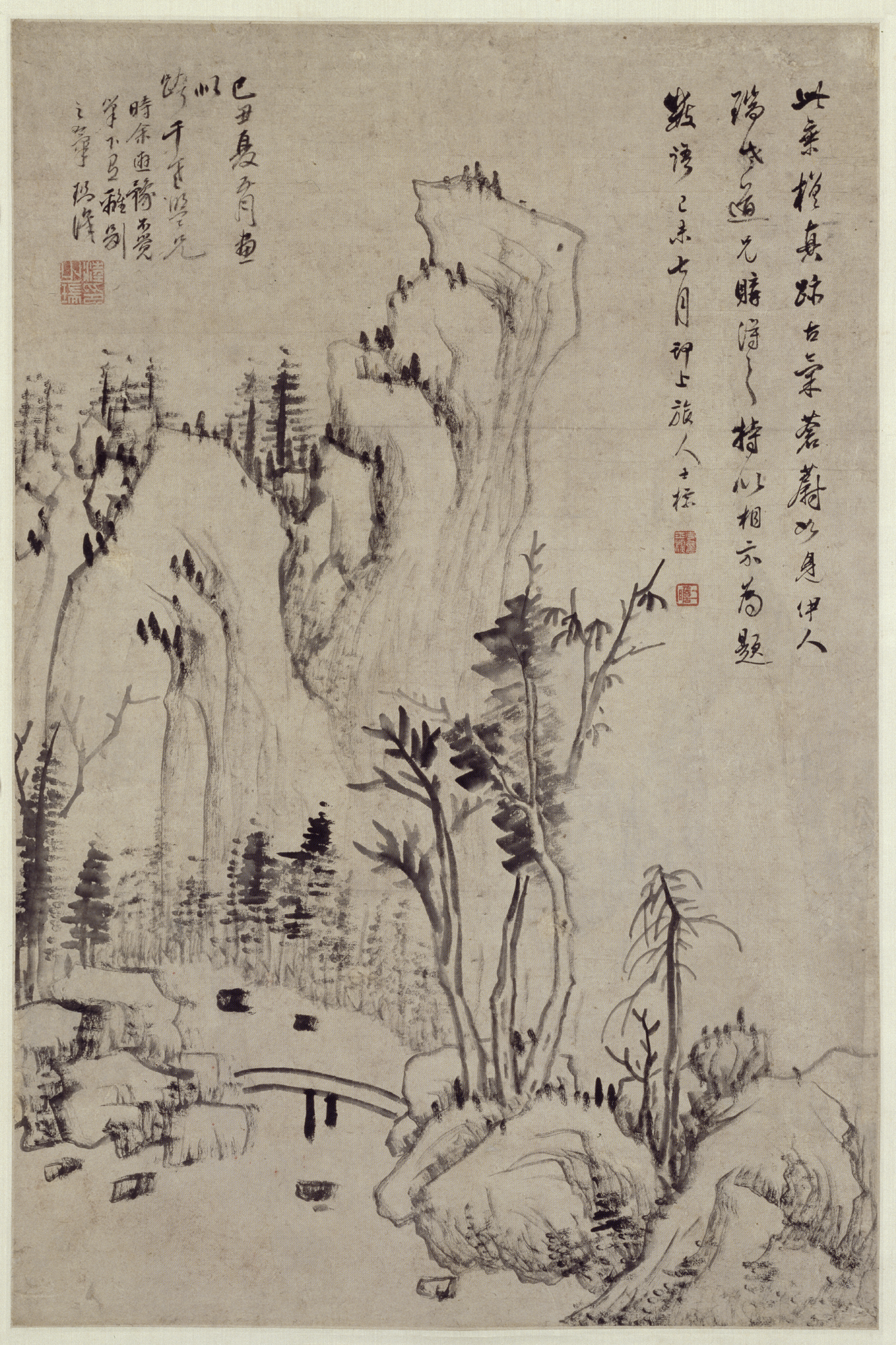
汪之瑞《山水图》（北京故宫博物院藏）
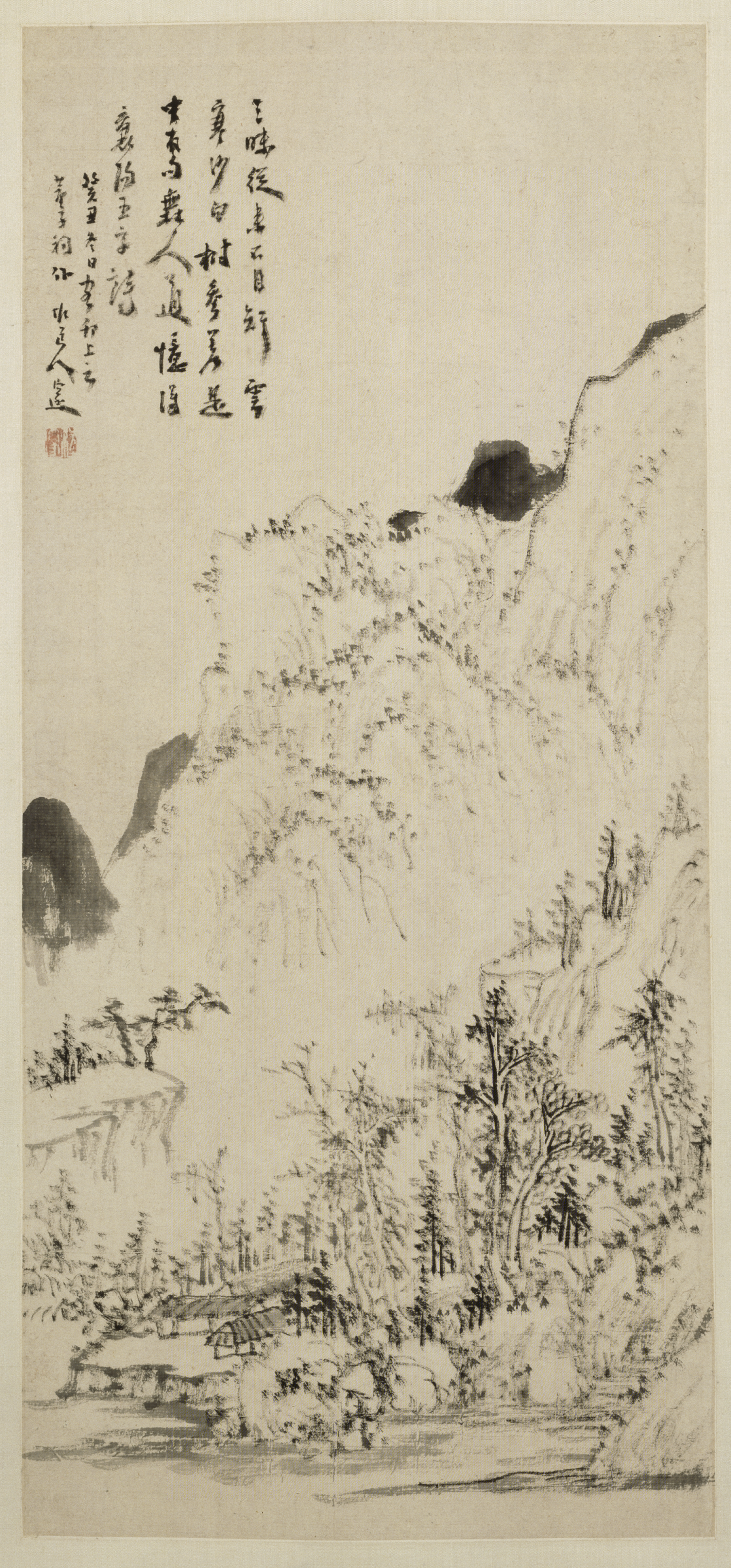
程邃《山水图》（北京故宫博物院藏）
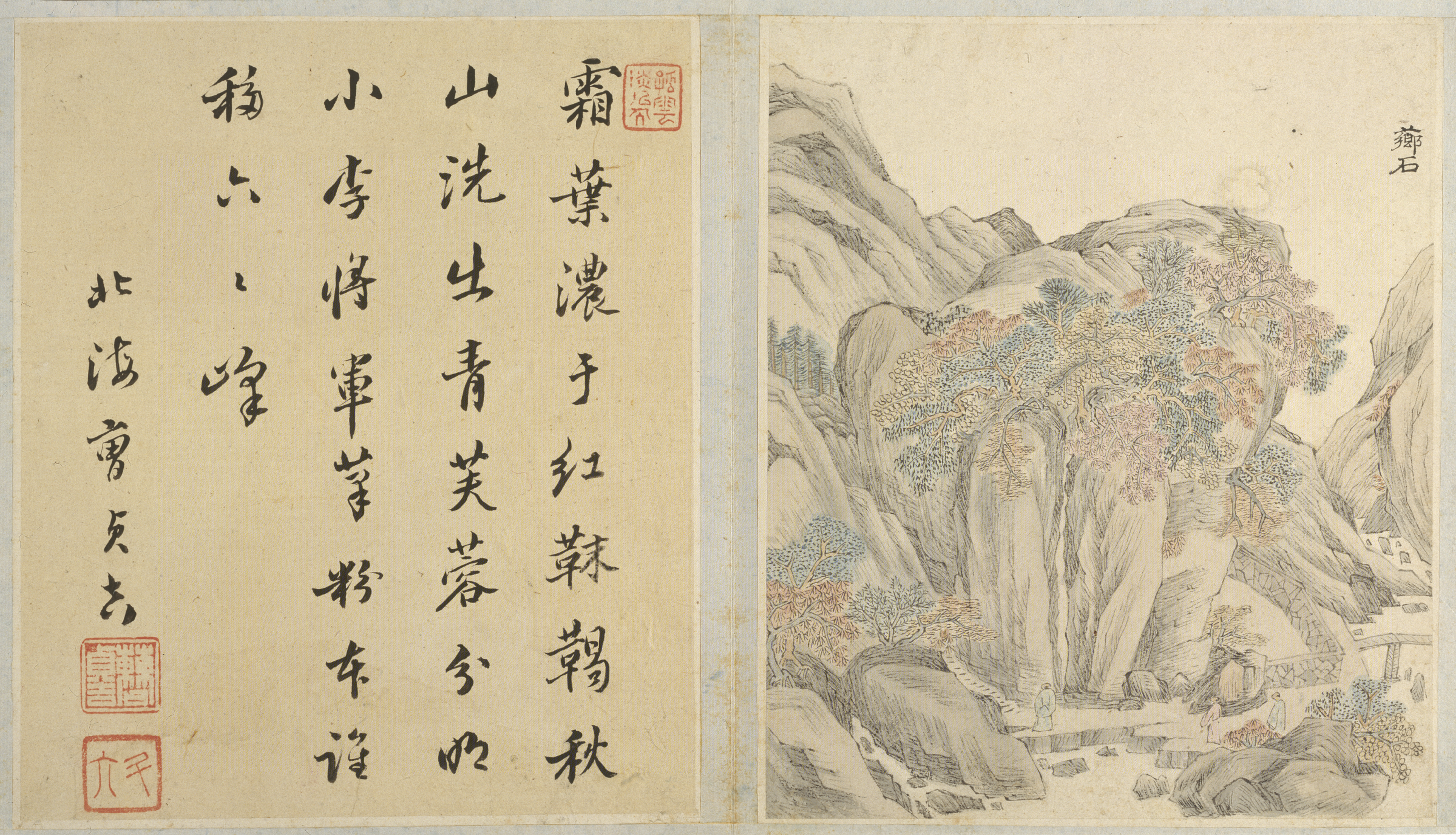
江注《黄山芗石图》（北京故宫博物院藏）
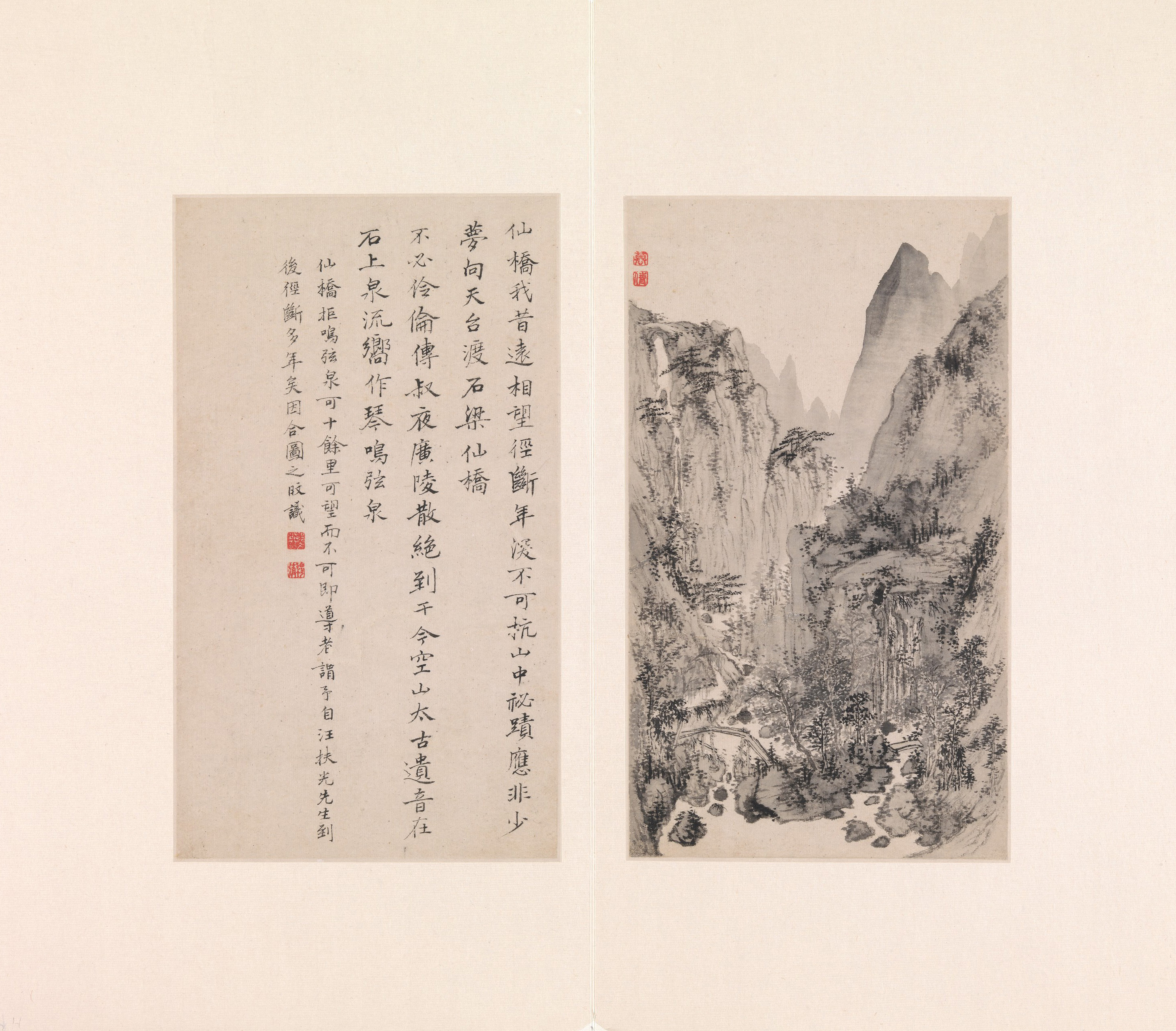
郑旼《黄山八景图》之一（美国大都会艺术博物馆藏）
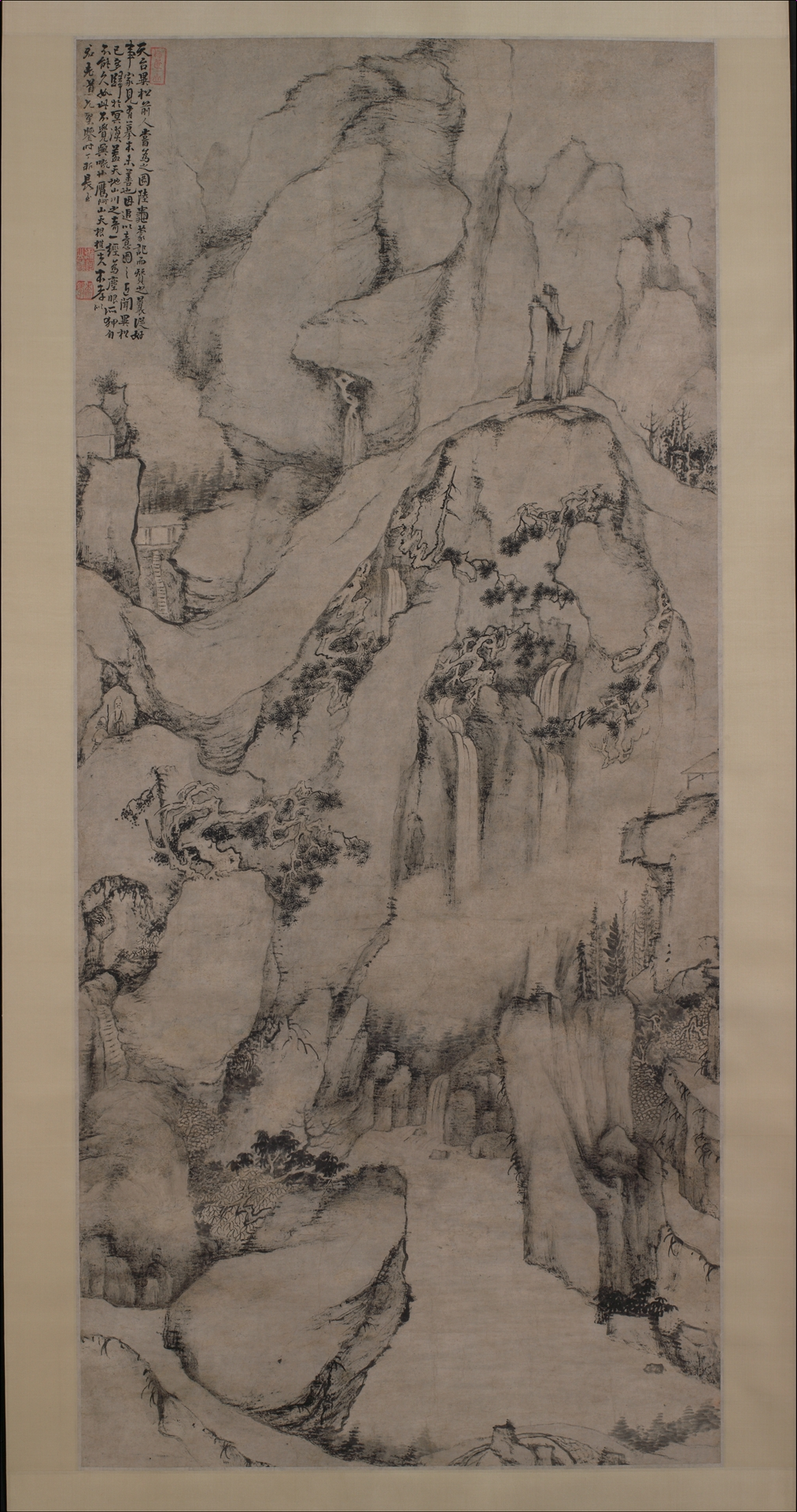
戴本孝《天台异松图》（美国大都会艺术博物馆藏）
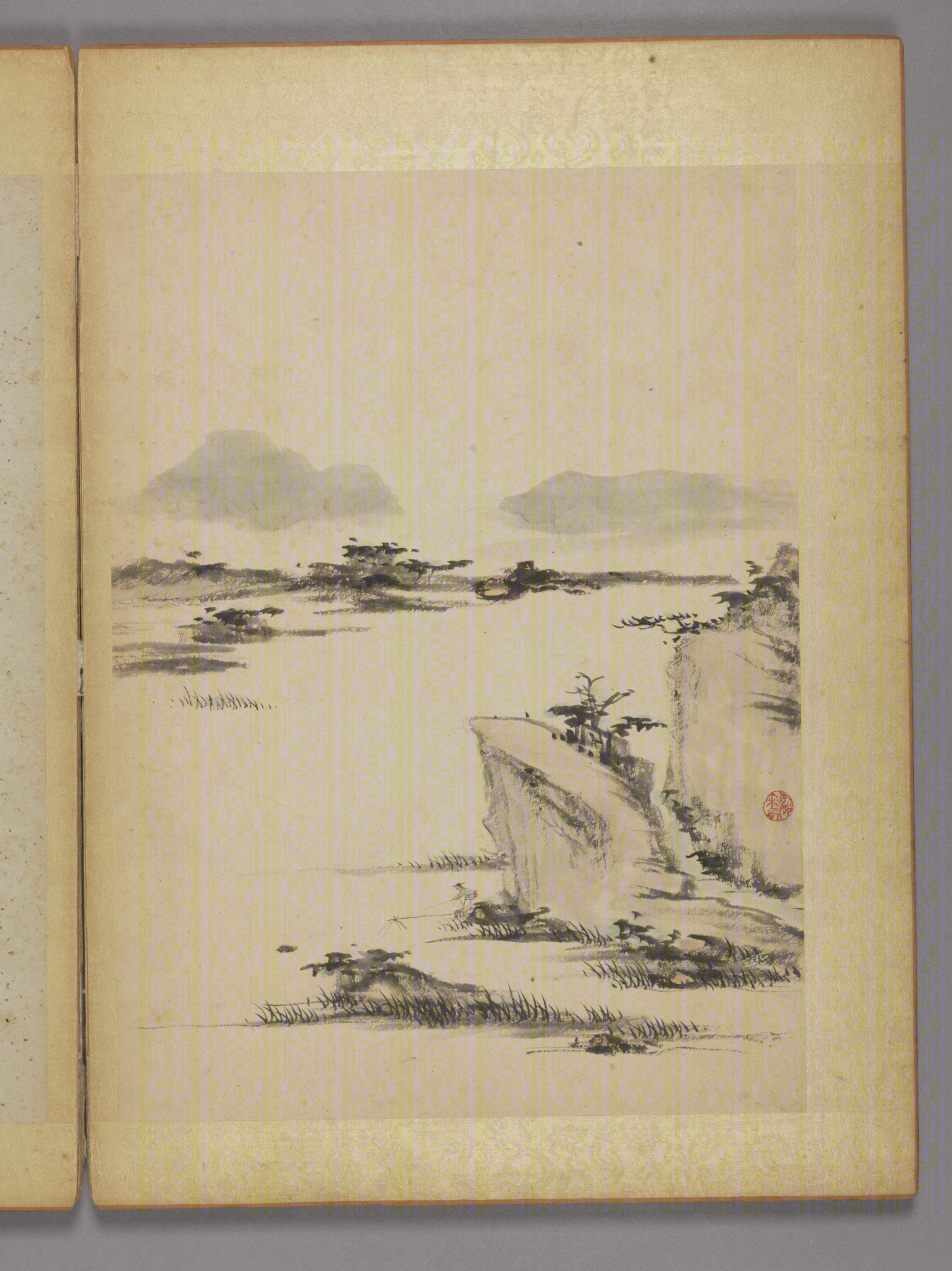
姚宋《山水图》（北京故宫博物院藏）
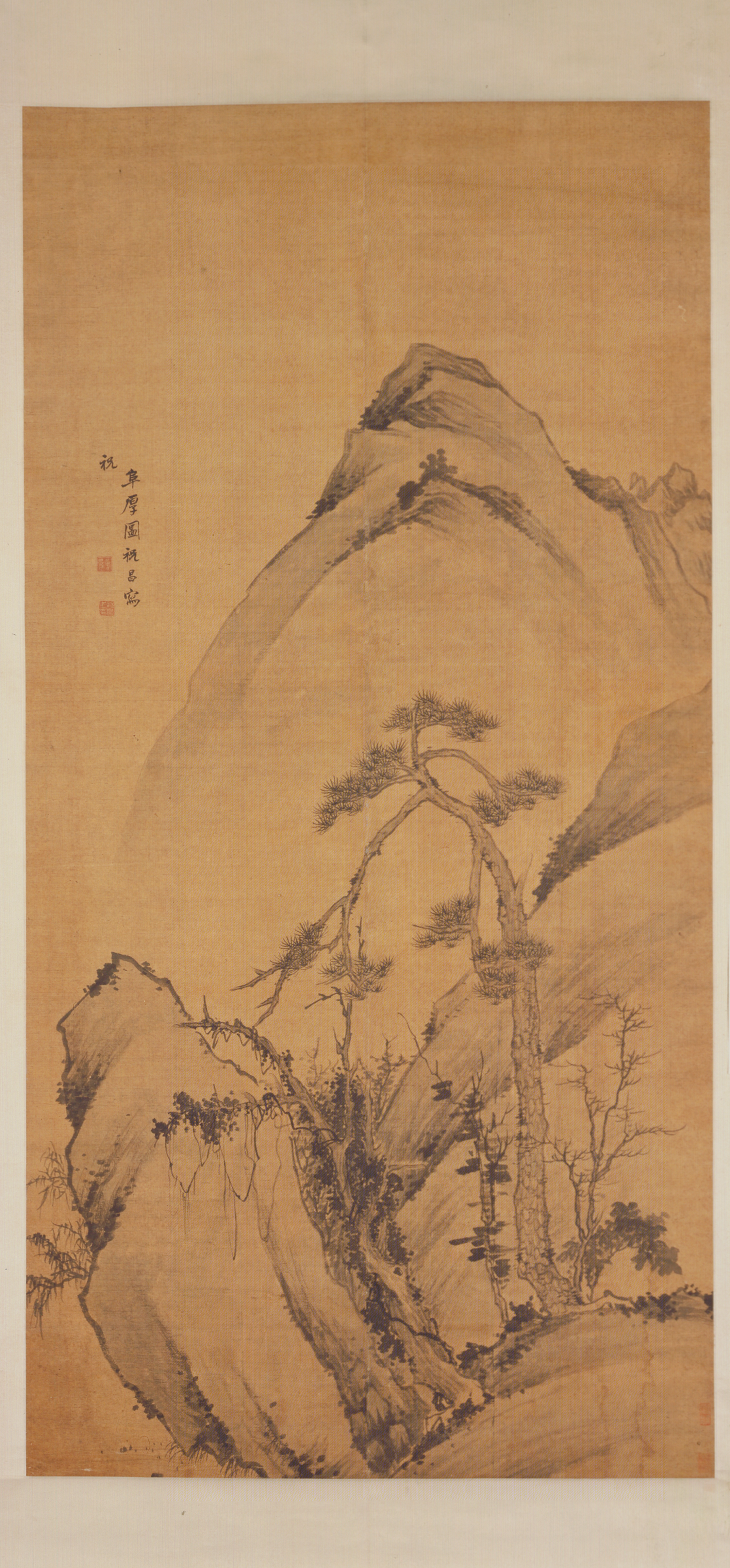
祝昌《阜厚图》（北京故宫博物院藏）
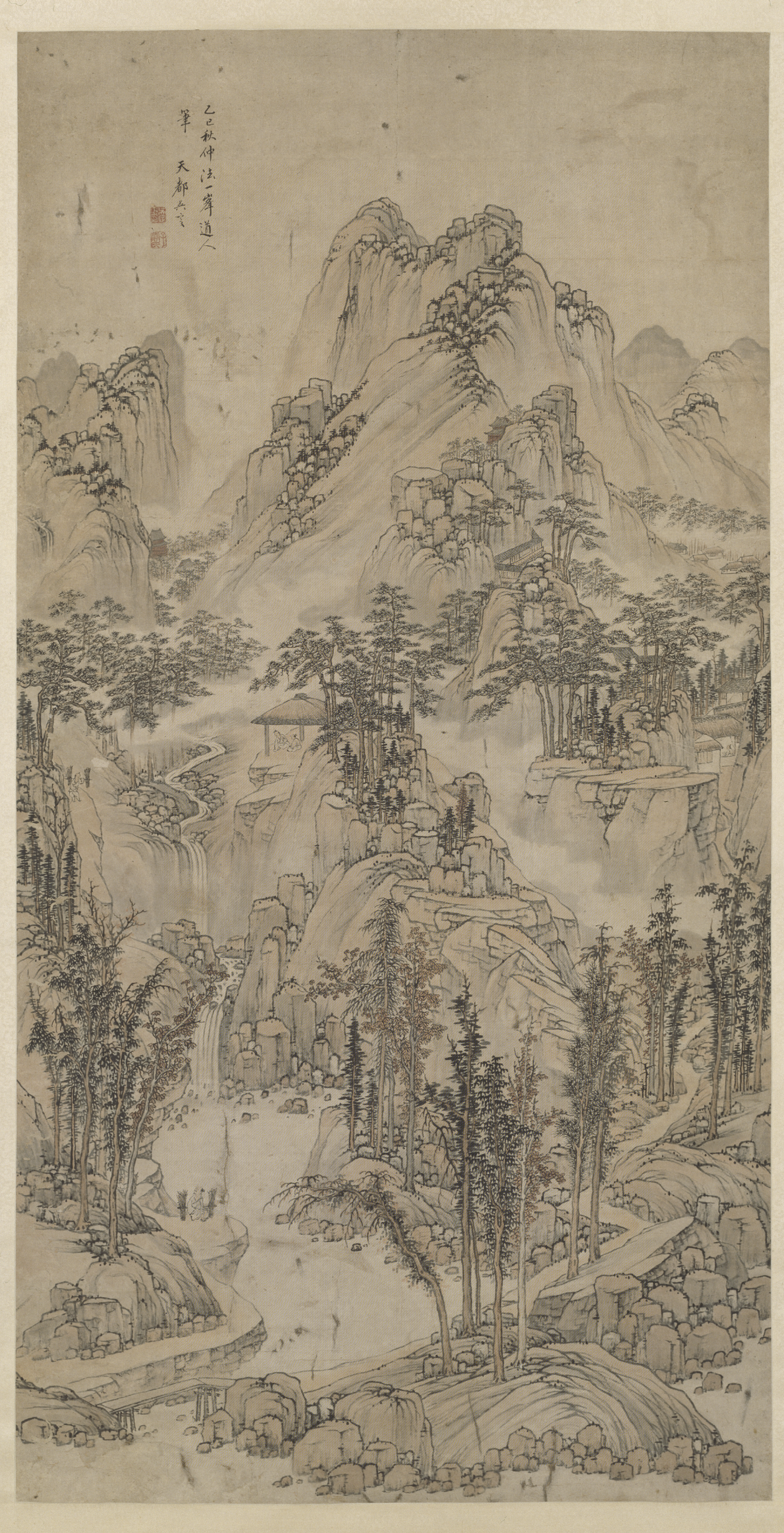
吴定《山水图》（北京故宫博物院藏）